# MX Linux
MX Linux este un sistem de operare Linux cu cerințe medii, bazat pe Debian stable și utilizează componentele de bază din antiX, cu programe adiționale create sau incluse de comunitatea MX. MX Linux e dezvoltată ca o colaborare dintre antiX și fosta comunitate MEPIS  pentru a utiliza cele mai bune utilite și talente din fiecare din aceste distribuții. 'Numele' MX vine de la M din MEPIS și X din antiX - o recunoștință al rădăcinilor lora. Obiectivul declarat al comunității e a produce o "familie de sisteme de operare care sunt proiectate să combine spații de lucru elegante și eficiente cu stabilitate înaltă și performanță solidă".
MX Linux utilizează spațiul de lucru Xfce ca mediul său emblematic, la care adaugă o versiune independentă KDE Plasma și o implementare Fluxbox. Alte medii pot fi adăugate sau sunt disponibile ca imagini ISO derivate.

## Istoria
MX Linux s-a început dintr-o discuție despre opțiuni viitoare printre membrii comunității MEPIS în decembrie 2013. Dezvoltatorii din antiX li s-au alăturat îndată, aducând cu ei sistema de construire ISO precum și tehnologia USB/DVD în memorie. Ca să fie listat pe situl web de catalogare a distribuțiilor Linux DistroWatch, MX Linux a fost inițial prezentată ca o versiune de antiX.  Ea și-a primit propria pagină DistroWatch cu lansarea primei beta publice al MX-16 pe 2 noiembrie, 2016.
Seriile MX-14 s-au bazat pe Debian Stable "Wheezy", utilizând Xfce 4.10 și apoi, cu ediția 14.4, Xfce 4.12. Versiunile MX-14 erau intenționate să încapă pe un CD, ceia ce limita numărul aplicațiilor care puteau fi incluse. Aceste serii au văzut evoluția graduală a MX Tools, o colecție de utilite pentru a ajuta utilizatorii cu sarcini comune care deseori sunt complicate și obscure.
MX-15 s-a mutat către noul Debian Stable "Jessie" utilizând systemd-shim, asta înseamnă că systemd este instalat dar initul implicit este sysvinit.  Limitele de mărime au fost scoase, permițând dezvoltatorilor să prezinte un produs la cheie deplin. O expansie substanțială a MX Tools a avut loc.

## Funcționalități
MX Linux are unelte de bază ca un instalator grafic care se descurcă cu calculatoare UEFI, o metodă bazată pe interfață grafică pentru a schimba nucleul Linux și alte programe de bază. 
Aceasta include MX Tools, o suită de utilite orientate spre utilizator, multe dintre care erau dezvoltate special pentru MX, în timp ce unele era bifurcate din aplicații existente antiX sau sunt aplicații antiX; o parte au fost importante cu permisune din surse externe. 
Una deosebit de populară e MX-snapshot, o unealtă cu interfață grafică pentru a remasteriza o sesiune în memorie sau o instalare într-un fișier .ISO unic.